# قشلاق تومار صادق حاج حيدر (مقاطعة بيله سوار)
قشلاق تومار صادق حاج حیدر (بالفارسية: قشلاق تومارصادق حاج حیدر) هي منطقة سكنية تقع في إيران في أردبيل.